# Gniezna
Gniezna (ukr. Гнізна Hnizna), przez Wincentego Pola opisana jako Gnizna – rzeka na Ukrainie na Podolu; lewy dopływ Seretu, o długości 81 km i powierzchni dorzecza 1110 km².
Bierze początek z dwóch strumieni: jednego z północno-zachodniej części miejscowości Szymkowce (rejon tarnopolski) i drugiego – wschodniego – biegnącego na południe przez wieś Sieniawa. Początki znajdują się na zboczach działu wód zlewni Dniestru i Prypeci. Gniezna płynie głównie w kierunku południowym i częściowo w południowo-zachodnim. Wpada do Seretu między wioskami Zalawie i Semenów (rejon tarnopolski).